# Isarachnanthus nocturnus
Isarachnanthus nocturnus (Hartog, 1977) è una specie di celenterato antozoo della famiglia Arachnactidae.

## Distribuzione e habitat
Caraibi, Oceano Atlantico settentrionale, Azzorre.